# さるびあ丸 (初代)
さるびあ丸（さるびあまる）は、東海汽船が運航していた旅客船。本項目では1973年に就航した初代を取り扱う。

## 概要
「橘丸」の代船として内海造船田熊工場で建造され、1973年1月に東京 - 大島 - 三宅島航路に就航した。
共有建造制度を利用して建造された船舶整備公団との共有船である。
1992年12月、二代目「さるびあ丸」の就航により引退、係船された。
1998年にインドネシアのPT.Telaga Citra Abadiに売却され、「TELAGA FITMA」として就航した。
2005年9月、バングラデシュにスクラップとして売却され、チッタゴンへ回航された後、解体された。

## 設計
1960年代から1970年代にかけて建造された5隻の旅客船（さくら丸、はまゆう丸 (初代)、かとれあ丸、ふりいじあ丸、本船）の最終船である。本船の5年後に建造された「すとれちあ丸」は貨物倉を有する貨客船となった。

## 船内

### 船室
- 特等室（32名）
- 特一等室（180名）
- 一等室（和室・洋室、842名）
- 二等室（788名）

### 設備
- 案内所
- 食堂
- 売店
- 娯楽室